# I-Octane
I-Octane, né Byiome Muir le 29 avril 1984 à la baie de Sandy, à la paroisse de Clarendon en Jamaïque, est un chanteur de reggae, dancehall, reggae fusion et roots reggae jamaïcain. Il est connu pour ses paroles conscientes et son expérience dans l'enseignement du mouvement rastafari,.

## Biographie
Byiome Muir a grandi à Sandy Bay, une petite communauté située à l'est de May Pen à la paroisse de Clarendon, en Jamaïque. Muir étudie à la Palmers Cross All-Age School puis au Garvey Maceo High School, et chantait souvent pendant les cours. Muir étudie également brièvement le Knox Community College, mais sort des érudes pour participer à plein temps à ses enregistrements,,.
Muir commence sa carrière musicale à l'âge de 16 ans, lorsqu'il est présenté à Donovan Germain du label Penthouse Records, puis avec le manager de musiciens tels que Buju Banton et Assassin. Muir fait paraître ses premiers singles, Oh Jah et Stepp a Seed, en 2000 chez Penthouse Records sous le pseudonyme de Richie Rich. Après sa rencontre avec Junior Arrows de la Arrows Recording Company, Muir signe au label de Kingston sous son nouveau nom I-Octane. I-Octane est initialement bien accueilli dès 2007 pour ses critiques sociales dans la chanson orientée roots reggae Stab Vampire qui atteint plusieurs classements musicaux jamaïcains. En 2009, I-Octane atteint à nouveau les classements avec les chansons Mama You Alone et Lose A Friend.
À son départ d'Arrows à la suite de divergences financières, I-Octane collabore avec Robert Livingston, un producteur expérimenté responsable du succès de musiciens tels que Super Cat et Shaggy,. I-Octane se popularise un peu plus dès 2010 grâce à quelques chansons produites chez Cashflow Records, incluant No Love Inna Dem et Puff It, classées au Top 5 Dancehall Tracks de NPR en 2011. Il atteint une nouvelle fois les classements musicaux avec My Life produite par DJ Frass, et en est le sujet dans l'édition mai-juin du magazine Vibe. La même année, il signe avec la firme de télécommunications Digicel. En 2011, I-Octane annonce le lancement de son propre label, Conquer The Globe Productions.
Son second album, My Journey, est commercialisé en mars 2014 au label Tad's International Records,.
En 2018, il sort son troisième album, Love & Life.

## Discographie

### Albums
- 2012 : Crying To The Nation (VP/Scikron)
- 2014 : My Journey (Tad's International)
- 2018 : Love & Life

### Singles
- 2007 : Run Yet
- 2011 : Topic Of The Day
- 2011 : My Life (Tad's Record)
- 2011 : Straight From The Heart (Conquer The Globe)
- 2013 : Still Naa Run
- 2013 : Wine And Jiggle
- 2014 : Your Eyes
- 2015 : One Life
- 2016 : No Badda Than Jah
- 2017 : New Face
- 2018 : Hot World